# Wypowiedzenie nieczasownikowe
Wypowiedzenie nieczasownikowe – jeden z dwóch rodzajów wypowiedzeń.
Wypowiedzenie nieczasownikowe dzieli się na:
- Niedopuszczające możliwości wprowadzenia orzeczenia czasownikowego, czyli: wykrzyknienie i zawiadomienie.
- Dopuszczające możliwość wprowadzenia orzeczenia czasownikowego, czyli równoważnik zdania.